# Дагестанський театр опери і балету
Дагестанський театр опери і балету - провідний театр Дагестану, розташований у столиці республіки - Махачкалі.

## Історія
Початок театру дала постановка національної опери «Хочбар» класика дагестанської музики Готфріда Гасанова 1998 року. Міністр культури Дагестану Наїда Абдулгамідова виступила з ініціативою створення такого театру в республіці. І в березні 1999 року відповідно до постанови уряду Республіки Дагестан в цілях подальшого розвитку музичної та хореографічної культури та підвищення загальнокультурного рівня населення було прийнято рішення про створення в Дагестані державного театру опери і балету. Створення театру було величезною подією не лише в історії культури  Дагестану, а й соціально значимим для всіх народів республіки

## Постановки
У репертуарі театру дві національні опери — «Хочбар» Г. Гасанова та «Йирчі Козак» Н. Дагірова, опера російського класика C.В. Рахманінова «Алеко», а також яскрава весела казка для дітей «Червона Шапочка» Н. Гокієлі і два національних балети  — «Горянка» та «Шаміль» — Кажлаєва Мурада Магомедовича, а також балет «Енігма» на музику французьких композиторів. Поставлена і оперета «Аршин мал алан» на музику У. Гаджибекова. Останнім часом театр працює над постановкою музичної комедії «Валіда» М. Кажлаєва та балету-шоу «Чарлі  — великий маг», а також над оперою для дітей «Котячий будинок» за казкою С. Маршака.

## Трупа
Художній керівник Гусейнов Магомед Азізханович. Художній керівник балетної трупи Оздоєв, Муса Хазботович. Всього в театрі працюють близько 155 людей. У трупі є народні та заслужені артисти Російської Федерації, Республіки Дагестан, такі як А. Айгумов, Т. Курач, У. Арбуханова, Б. Осаєв, А. Магомедмірзаєв, М. Абасов, М-Р. Завал. С. Мусаєва, М. Камалов та інші.